# 21450 Kissel
A 21450 Kissel (ideiglenes jelöléssel 1998 HD23) a Naprendszer kisbolygóövében található aszteroida. A LINEAR projekt keretében fedezték fel 1998. április 20-án.